# Ле Мезюрье, Джон
Джон Элто́н Ле Мезю́рье Халли́лей
(англ. John Elton Le Mesurier Halliley; 5 апреля 1912 — 15 ноября 1983) — английский актёр и писатель. Наиболее известен по роли сержанта Уилсона в ситкоме Папашина армия, а также некоторыми другими второстепенными ролями.

## Биография
Родился 5 апреля 1912 года в Бедфорде в семье солиста. В возрасте 20 лет начал изучать актерское мастерство. Когда началась Вторая Мировая война Джон уже был довольно известным репертуарным актёром. В 1940 году женился на актрисе Джун Мелвилл, пара рассталась в 1947 году.